# Villa Scheibe

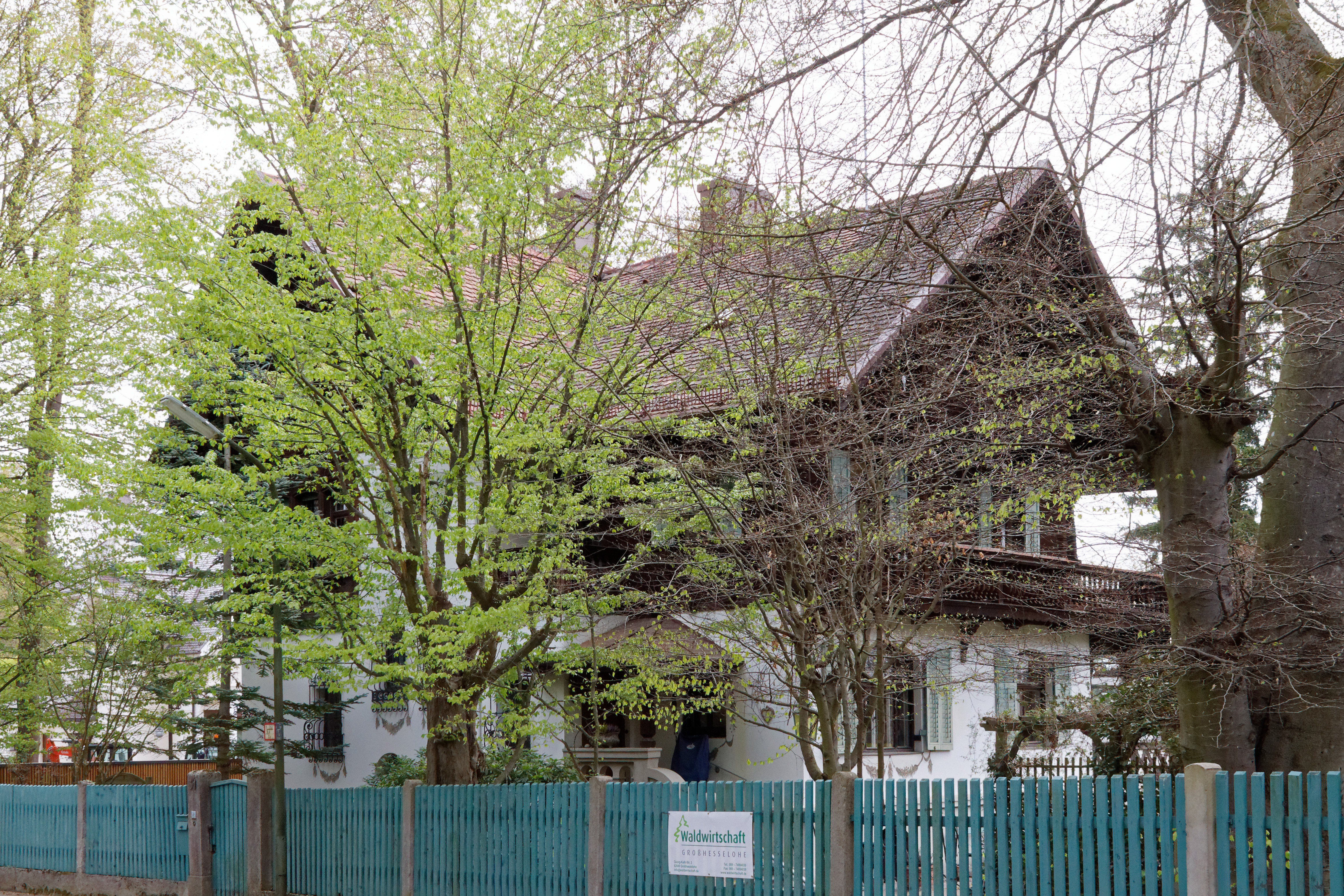
Villa Scheibe (2014)

Die Villa Scheibe ist ein Wohngebäude in München, auf dem Grundstück Heilmannstraße 31 in der Villenkolonie Prinz-Ludwigs-Höhe im Stadtteil Thalkirchen. Das Gebäude ist als Baudenkmal in die Bayerische Denkmalliste eingetragen.

## Geschichte
Der Hals-Nasen-Ohren-Arzt Arno Scheibe kaufte das Grundstück 1898 vom Bauunternehmer Jakob Heilmann, dem Gründer der Villenkolonie. Der Architekt Gustav Rühl entwarf die Pläne für das Haus, die jedoch vor ihrer 1899 erfolgten Ausführung noch stark verändert wurden. Da es von der Lokalbaukommission keine Vorbehalte gegen die ursprünglichen Pläne gegeben hatte, sind diese Änderungen wohl auf Wünsche des Bauherrn zurückzuführen.

## Architektur

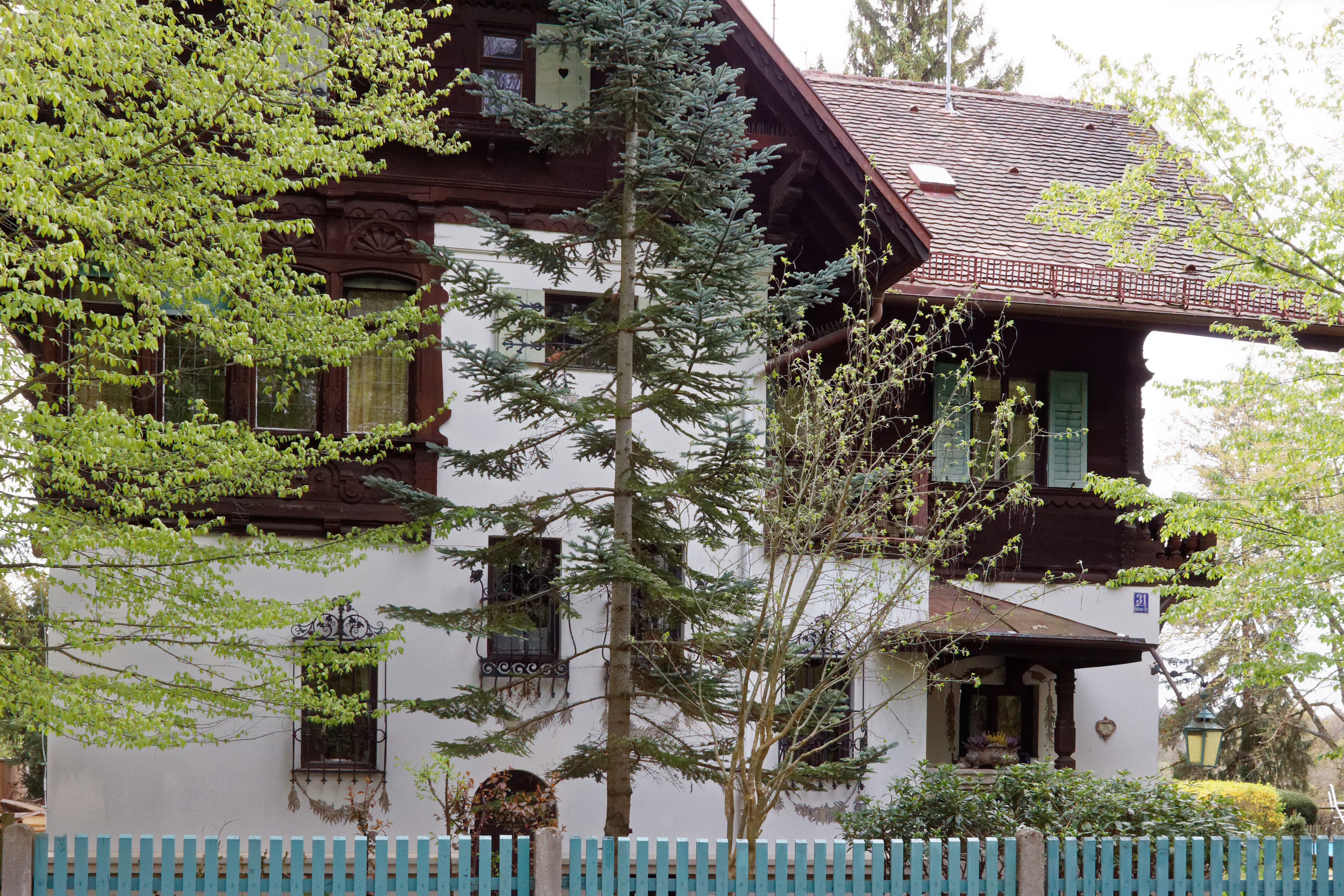
Straßenfassade

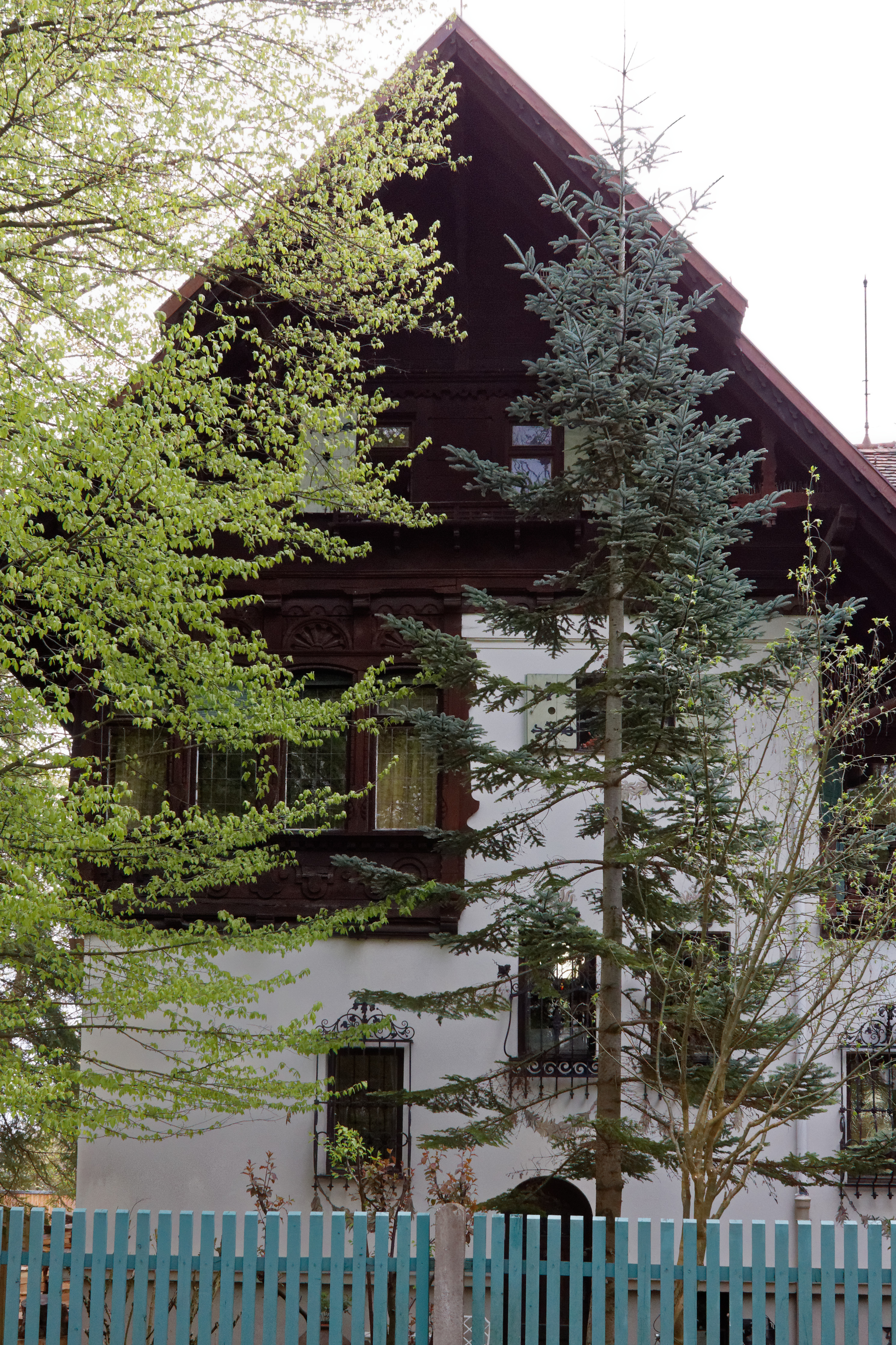
Westgiebel

Die Villa besteht aus zwei senkrecht zueinander angeordneten zweigeschossigen Flügeln mit weit überstehendem Satteldach. Es nimmt insgesamt eine Grundfläche von etwa 10 m × 11 m ein. Das Haus hat einen etwa 1,50 m hohen Betonsockel, über dem sich das Erdgeschoss mit einer verputzten und weiß gestrichenen Mauer erhebt. Eine Treppe mit Vordach führt zum Eingang an der Westseite. Die Erdgeschossfenster auf der Westseite sind mit schmiedeeisernen Gittern versehen. Das Obergeschoss und das Dachgeschoss sind in Holzbauweise ausgeführt und mit Schnitzereien und vorspringenden Drachenköpfen verziert. Ein Holzbalkon läuft um den nach Süden vorspringenden Flügel, auch das Dachgeschoss hat auf der Südseite einen Balkon.
Villa Scheibe ist eine der wenigen Villen in der Kolonie Prinz-Ludwigs-Höhe, die weitgehend im ursprünglichen Zustand ohne deutliche Veränderungen erhalten sind.